# Elbetunneln

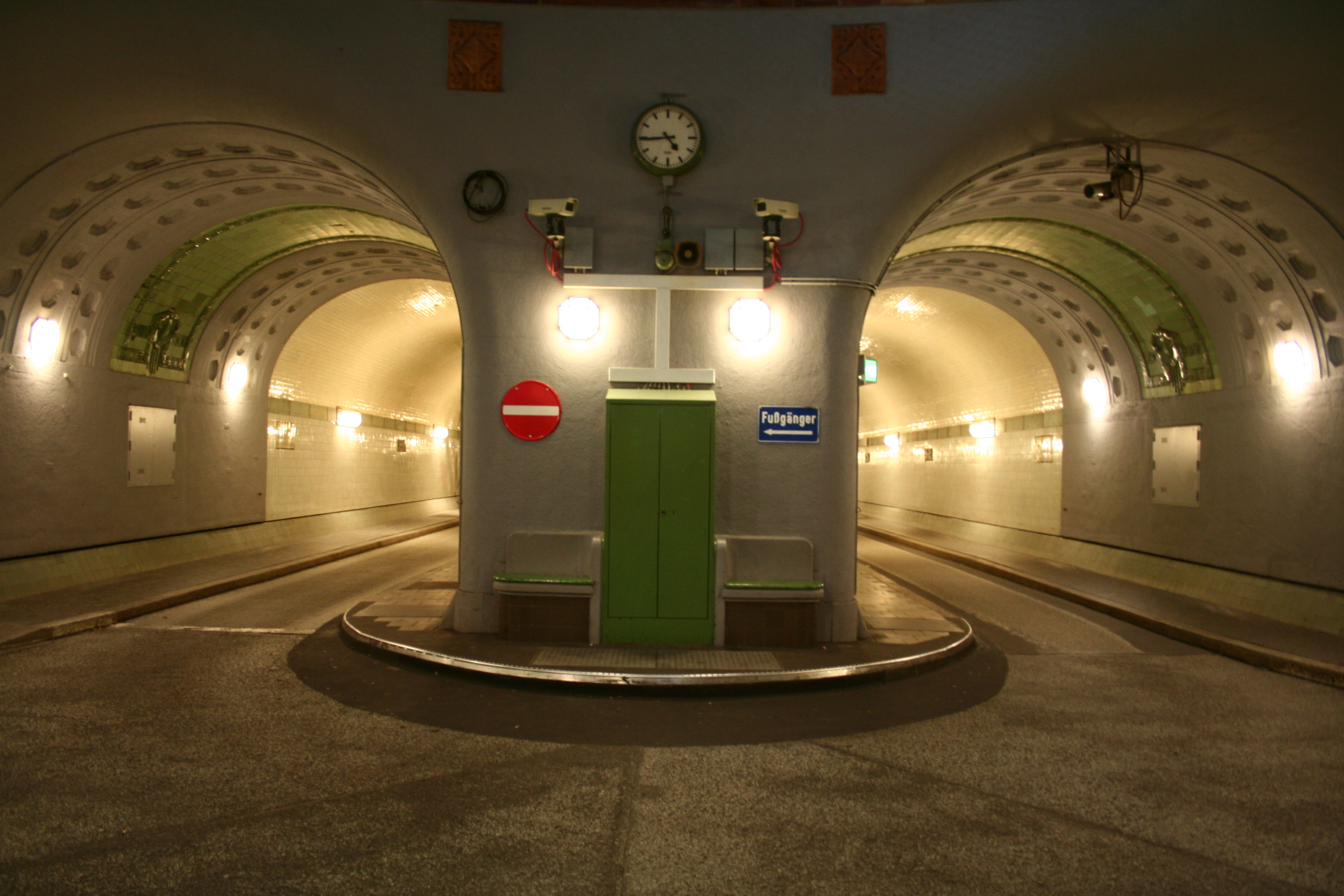
Elbetunneln

Elbetunneln, tyska Elbtunnel eller Alter Elbtunnel, är en 426,5 meter lång tunnel som binder samman Hamburgs innerstad vid Landungsbrücken med Steinwerder på andra sidan Elbe. Elbetunneln öppnades för trafik 1911 och var då en teknisk sensation. Sedan 1975 finns ytterligare en tunnel under Elbe i Nya Elbetunneln. 
Elbetunneln byggdes för att lösa de ökande trafikströmmarna som en följd av Hamburgs hamns enorma tillväxt under 1800-talets senare hälft. Tunnel skulle innebära att färjetrafik över Elbe inte längre hindrade båttrafiken. Den existerande färjetrafiken för varvsarbetarna hade inte tillräcklig kapacitet. På andra sidan Elbe, Steinwerder, återfanns de stora varven Blohm & Voss, AG Vulcan och Reiherstiegwerft och den nya frihamnen. Till en början diskuterades andra lösningar, bland dem en bro men efterhand riktade man in sig på en tunnel med förebilder i England och USA. 1901 beslöt man att bygga en tunnel och arbetena påbörjades 1907. 